# محمد حمري
محمد حمري (27 أغسطس 1932 – 29 أغسطس 2000) ويُعرف بـ رسام المغرب، هو رسام ومؤلف مغربي وواحد من عدد قليل من المغاربة الذين شاركوا في جيل بيت في طنجة.
ولد في عام 1932 في القصر الكبير شمال المغرب. عمل والده في الفن الخزفي حيث رسم عددا من المقطوعات التقليدية القديمة، أمّا والدة حمري فعملت كموسيقية، كما كان عمه زعيم الموسيقيين في جوجوكا. جدير بالذكر هنا أن حمري هو والد سناء حمري أول سيدة مغربية تُشارك في فيلم في هوليوود.

## المسيرة المهنية
ساعد حمري فرقة من الموسيقيين كانت تُعرف باسم جوجوقاعلى البقاء حيث نقلها إلى مدينة طنجة من أجل تقديم عروضها هناك. في عام 1951 التقى الكاتب بول بولز في محطة قطار في طنجة بحمري الذي لم يكن يتجاوز الثامنة عشر حينئذ. التقى في وقت لاحق بالرسام بريون جايسين الذي حاول تعليمه فنون الرسم الأوروبي الحديث. قدّم جايسين وحمري معرضا مُشتركا عام 1952. في عام 1958 اشترى جايسين مطعما كبيرا من حمري بمبلغ 10000 دولار لكنه سرعان ما فقد المطعم نفسه. فتح مطعما آخر في مدينة أصيلة على بُعد -40 كم من جنوب طنجة حيث التقى هناك ببرايان جونز الذي أتى به إلى زحجوقة.